# Oceano (группа)
Oceano — американская дэткор-группа из Чикаго, Иллинойс, образованная в 2006 году. Сформировавшись, группа подписала контракт с лейблом Earache Records, на котором, к данному моменту, выпустила пять полноформатных альбомов. 

## История
Со своего образования в 2006 году Oceano являлась грайндкор-коллективом с лидером — гитаристом Джереми Кэрроллом, который пригласил в неё шестерых музыкантов. Кэрролл привёл чикагского гитариста Эндрю Михаила, вокалиста Адама Уоррена, ударника Майкла Сауткомба и басиста Кевина Хэйра, образовав тем самым полноценный коллектив к 2007 году. В этом составе Oceano выступала на местных площадках чикагского региона.
Годом позже пути Сауткомба и Хэйра с группой разошлись. Вскоре их заменили ударник Дэниель Терчин и басист Джейсон Джонс. В 2008 году Oceano подписала контракт с Earache Records, что принесло группе относительную известность. В конце 2008 Oceano записала свой первый полноценный альбом «Depths», мировой релиз которого состоялся 20 апреля 2009 года.
Из-за личных конфликтов между членами коллектива в январе 2009 года был уволен Джереми Кэрролл. После его ухода в группе не осталось ни одного музыканта из первоначального состава.3 февраля 2010 года группу также покинул ведущий гитарист Эндрю Михаил.
В 2011 году Oceano участвовала в туре Summer Slaughter по Северной Америке, выступая там с Whitechapel и The Black Dahlia Murder.
В январе 2010 года прошёл слух о роспуске коллектива, но Earache опровергла его как ложный. Вместо этого было объявлено, что был краткий перерыв после их выступления на фестивале New England Metal and Hardcore Festival по той причине, что вокалист Адам Уоррен стал отцом. После некоторого времени, которое не было выступлений, участники Oceano решили не прекращать работу и продолжать гастроли. Коллектив заявил участие в туре US summer Scream It Like You Mean, а также начал запись своего нового альбома Incisions, выход которого был назначен на 2013 год. 28 января 2013 года вышел первый лирический видеоклип на композицию «Slow Murder» из альбома.

## Дискография

### Студийные альбомы
- 2009: Depths
- 2010: Contagion
- 2013: Incisions
- 2015: Ascendants
- 2017: Revelation
- 2024: Living Chaos

## Участники

### Текущий состав
- Адам Уоррен - вокал (с 2007)
- Скотт Смит - лидер и ритм-гитары (с 2014)
- Крис Вагнер - бас (с 2014)
- Эндрю Хользбор - ударные (с 2015)

### Бывшие участники
- Маркиз Грин - вокал (2006)
- Дерек Хилдрет - ударные (2006–2007)
- Эдди Харрис - вокал (2006–2007)
- Нико ЛаКорция - ударные (2007)
- Кевин Хейр - бас (2007–2008)
- Майкл Сауткомб - ударные (2007–2008)
- Джереми Кэрролл - лидер-гитара (2006–2009)
- Тристан МакКенн - лидер-гитара (2009)
- Эндрю Микхаил - ритм-гитара (2007–2010)
- Дэвин Шайдекер - лидер-гитара (2010–2013)
- Дэниел Терчин - ударные (2008–2013)
- Ник Консер - ритм-гитара (2010–2014)
- Денис Николаев - вокал (2010–2011)
- Джейсон Джонс - бас (2008–2014)
- Чейсон Вестморленд - ударные (2013–2014)
- Майкл Каспер - лидер-гитара (2013-2016)